# Kotipelto
A Kotipelto egy finn, power metalt játszó zenekar. Az együttes gyakorlatilag nem más, mint a Stratovarius énekesének, Timo Kotipeltónak a saját alapítású szólózenekara. Zénéjében, és dalszövegeiben – legfőképpen az első, Waiting for the Dawn című albumon – nagy szerepet kapnak az ősi egyiptomi témák, dallamok, mitikus elemek.

## Történet
A Kotipeltot 2001-ben alapította Timo Kotipelto, a Stratovarius énekese. Az alapításra a Strato 2001-től 2002-ig tartó szünete adott lehetőséget, amikor is több tag szabadidejét egy-egy saját szólóalbum elkészítésére fordította. Az első album több híresség közreműködésével készült el, akik mind jóbarátai Timonak: többek között Michael Romeo (Symphony X), Jari Kainulainen (ex-Stratovarius, Evergrey), és Gas Lipstick (HIM) hallható a felvételeken. A nagylemez 2002-ben jelent meg, és a Waiting for the Dawn címet kapta. Kiadását egy kislemez megjelenése előzte meg Beginning címmel, szintén 2002-ben.
A zenekar történetében ezután egy 2 éves szünet következett, mivel Timo el volt foglalva a két új, 2003-as Stratovarius album készítésével. Az év végén azonban a Strato első válsága, és Kotipelto kiválása lehetőséget adott rá, hogy Timo ismét saját szólóegyüttesére koncentráljon. Így jelenhetett meg 2004-ben két kislemezt (Reasons, Take Me Away) követően a Coldness című album. A lemez rendkívül jó eladási mutatókat produkált, amelyben közrejátszott az is, hogy sok Strato rajongó azzal a tudattal vette meg az albumot, hogy már csak itt hallhatja énekelni kedvencét.
A Kotipelto történetében ezután ismét egy nagyobb szünet következett, mivel 2004 végén újraegyesült a Stratovarius, és elkezdték új nagylemezük munkálatait, illetve koncertjeik szervezését. 2006-ban aztán kissé váratlanul megjelent egy Kotipelto kislemez Sleep Well címmel, amelyet a 2007-es Serenity című harmadik Kotipelto album követett. A korábbi nagy neveken kívül hallhatjuk még a lemezen játszani a Children of Bodom és a Warmen szintetizátorosát, Janne Wirmant is. Az album létjogosultságát azonban több kritikus is megkérdőjelezte, hiszen az akkori tervek szerint a Stratovarius egy hosszabb turnét követően kezdte volna új nagylemezének felvételeit, amelynek megjelenését 2008-ra datálták. Többen is hangoztatták, hogy az új Strato album előtt teljesen felesleges megjelentetni egy ahhoz hasonló Kotipelto lemezt is. A Stratovarius 2008-as második válsága aztán végül magyarázatul szolgált az új Kotipelto kislemez és album megszületésére.

## Tagok

### Állandó tag
- Timo Kotipelto (ének)

### A Waiting for the Dawn albumon
- Michael Romeo (gitár)
- Roland Grapow (gitár)
- Jari Kainulainen (basszusgitár)
- Sami Virtanen (gitár)
- Mikko Härkin (billentyűk)
- Gas Lipstick (dobok)

### A Coldness albumon
- Michael Romeo (gitár)
- Antti Wirman (gitár)
- Jari Kainulainen (basszusgitár)
- Juhani Mamlberg (gitár)
- Gas Lipstick (dobok)

### A Serenity albumon
- Tuomas Wainölä (gitár)
- Lauri Porra (basszusgitár)
- Janne Wirman (billentyűk)
- Mirka Rantanen (dobok)

## Diszkográfia

### Albumok
- Waiting for the Dawn [2002]
- Coldness [2004]
- Serenity [2007]

### Kislemezek
- Beginning [2002]
- Reasons [2004]
- Take Me Away [2004]
- Sleep Well [2006]